# Kirill Jakowlewitsch Kondratjew
Kirill Jakowlewitsch Kondratjew (russisch Кирилл Яковлевич Кондратьев, englische Transkription Kyrill oder Kirill Yakovlevich Kondratyev; * 14. Juni 1920 in Rybinsk; † 1. Mai 2006 in Sankt Petersburg) war ein russischer Klimaforscher.

## Biographie
Kondratjew ging in Leningrad zur Schule und studierte ab 1938 Physik, Mathematik und Chemie an der Staatlichen Universität Leningrad. Ab 1941 machte er die Blockade von Leningrad als Soldat durch, wurde dreimal verwundet und 1944 aus dem Wehrdienst entlassen. Er setzte sein Studium fort und erhielt 1946 sein Diplom in atmosphärischer Physik. Dazu nahm er an einer Expedition nach Rostow am Don teil, um die Möglichkeit zu untersuchen, mit Rauch die Weinstöcke vor Frost zu schützen (damals ein großes Problem der Landwirtschaft). Das war der Beginn seiner Beschäftigung mit dem Strahlungshaushalt der Atmosphäre, dem Treibhauseffekt und Klimamodellen. Ab 1946 war er Dozent und später Professor an der Staatlichen Universität Leningrad, an der er die Abteilung atmosphärische Physik leitete, 1978 emeritiert wurde und auch Rektor der Universität war. 1958 bis 1981 war er Leiter der Abteilung Strahlungsforschung am Geophysikalischen Observatorium der Akademie in Leningrad. 1982 bis 1992 war er auch Leiter der Abteilung Fernerkundung  am Institut für Limnologie. Ab 1992 war er Berater im Forschungszentrum für ökologische Sicherheit der Akademie der Wissenschaften in Sankt Petersburg und war Mitgründer des Nansen International Environmental and Remote Sensing Center (NIERSC) in Sankt Petersburg.
Er war unter anderem längere Zeit Gastwissenschaftler in Mexiko, am Max-Planck-Institut für Meteorologie in Hamburg, in Tokio und in Athen. Er ist mehrfacher Ehrendoktor (Lille, Athen, Budapest) und erhielt den Staatspreis der UdSSR.
Er war Mitglied der Leopoldina (1970) und der American Academy of Arts and Sciences (1972). 1982 wurde er volles Mitglied der Sowjetischen Akademie der Wissenschaften.

## Wissenschaftliches Werk
Er war ein Pionier in der Sowjetunion in der Modellierung des Strahlungshaushalts der Atmosphäre (worüber 1950 seine erste Monographie erschien) und in der Fernerkundung mit Satelliten für Umweltfragen. 1958 veröffentlichte er in der finnischen Zeitschrift Arkhimedes den ersten Aufsatz über Satellitenerkundung der oberen Atmosphäre. Später befasste er sich auch mit den Verhältnissen in verschiedensten Planetenatmosphären (wozu Atmosphäre zum Strahlungshaushalt mit verschiedensten Gasen unternommen wurden). Das führte auch zur Zusammenarbeit mit führenden Wissenschaftlern im sowjetischen Raumfahrtprogramm und er war an der Entwicklung der Instrumente für sowjetische Wettersatelliten beteiligt. Er unternahm auch viele Ballonexperimente für Messungen in der oberen Atmosphäre. Dabei fanden sie auch anomale Absorption aufgrund von Stickstoffdioxid aus atmosphärischen Kernwaffentests. In den 1970er Jahren unternahm er ausgedehnte Experimente (CAENEX, GAAREX) zur Erforschung der Rolle von Aerosolen in der Atmosphäre (auch in Wüsten und der Arktis) und untersuchte die Physik von Wolken. Ab den 1980er Jahren befasste er sich mit globalem Umwelt- und Klimawandel und potentiellen Gefahren für die Menschheit.
Von ihm stammen zahlreiche Monographien.

## Kritiker des Kyoto-Protokolls und Besorgnis in ökologischen Fragen
Er war auch aktiv in der Förderung internationaler Zusammenarbeit zum Beispiel im Rahmen der WMO (Entwicklung des Global Atmospheric Research Program, GARP, als Vorläufer von WRCP). Zuletzt trat er als in Russland einflussreicher Kritiker des Kyoto-Protokolls und des IPCC hervor. Er war Vertreter einer der Gaia-Hypothese ähnlichen Auffassung der Selbstregulation des Planeten (nach Gorshkov 1995). Die von Menschen verursachte globale Erwärmung sah er als nicht erwiesen an und auch nicht als größte Gefahr für die Menschheit oder für Leben auf der Erde (weitere waren unter anderem Überbevölkerung, Landzerstörung und -verseuchung, Zerstörung der Biosphäre und Artensterben, Aufbrauch der fossilen Energiereserven und Mineralreserven, Wasserverschmutzung, Zerstörung der Ozonschicht und anderes). Die einseitige Konzentration auf globale Erwärmung habe diese anderen, seiner Einschätzung nach viel größeren Gefahren in den Hintergrund gedrängt. Insbesondere würde nach Kondratjew die Biosphäre, solange sie nicht vom Menschen zerstört würde, einen Großteil des Kohlendioxidanstiegs auffangen. Er bezweifelte auch die Verlässlichkeit der wissenschaftlichen Grundlagen der IPCC Berichte und verdächtigte sie der Voreingenommenheit, meinte, dass wesentliche Faktoren außer Acht gelassen wurden, kritisierte Ende der 1990er Jahre dass die verwendeten Klimasimulationsmodelle viel zu unvollkommen seien, deren Datenbasis zu gering sei und er bezweifelte die Vorhersagekraft für abrupte Änderungen und dass sie solche nicht vorhersagen würden. Die Reduzierung von Treibhausgasen sei zwar wünschenswert, aber keine Lösung des Problems, so lange die Urbanisierung und Vernichtung der Biosphäre sich fortsetze.

## Bücher (Auswahl)
- mit O. P. Filipovich: The thermal state of upper atmospheric layers, Washington D. C., NASA 1962
- Radiative heat exchange in the atmosphere, Pergamon Press 1965 (erweiterte Fassung der russischen Ausgabe von 1950)
- Radiation in the atmosphere, Academic Press 1969
- Satellite climatology, NASA 1972
- Herausgeber: Atmospheric radiation studies, Israel Program for Scientific Translations 1974
- mit A. M. Bunakova: The meteorology of Mars, NASA 1974
- Climate shocks : natural and anthropogenic, Wiley 1988
- mit V. G. Gorshkov, K. S. Losev: The natural biological regulation of the environment, Springer 1994
- mit A. Grigoryev: Ökologische Katastrophen (Russisch), Sankt Petersburg 2001
- mit A. A. Buznikov; O. M. Pokrovsky: Global change and remote sensing, Chichester: Wiley 1996
- mit  O. M. Johannessen, V. V. Melentyev: High latitude climate and remote sensing, Wiley 1996
- Multidimensional global change, Wiley 1998
- mit Arthur P. Cracknell (Hrsg.), Observing global climate change, CRC Press/Francis and Taylor 1998
- Climate effect of aerosols and clouds, Chichester: Praxis Publ. 1999
- Herausgeber mit N. N. Filatov: Limnology and remote sensing : a contemporary approach, Springer 1999
- mit Costas Varotsos:  Atmospheric ozone variability : implications for climate change, human health, and ecosystems, Springer 2000
- mit Vladimir Krapivin, Costas Varotsos: Global carbon cycle and climate change, Springer 2003
- mit  Leonid P. Bobylev; Ola M. Johannessen: Arctic environment variability in the context of global change, Springer 2003
- mit Vladimir Krapivin, Gary W. Phillips:  Global environmental change : modelling and monitoring, Springer 2002
- Stability of life on earth : principal subject of scientific research in the 21st century, Springer 2004
- mit Vladimir F. Krapivin, Costas A. Varotsos:  Natural disasters as interactive components of global ecodynamics, Chichester: Praxis Publ. 2006
- mit  V. K. Dončenko: Ökodynamik und Geopolitik (Russisch), Russische Akademie der Wissenschaften, Sankt Petersburg 1999